# Antarktida (dokument)
Antarktida (Mondo misterioso: Antarctic) je italský dokumentární film, dlouhý zhruba půl hodiny, který byl natočen v roce 2007. Ukazuje, kteří živočichové dokáží na tomto kontinentu přežít a jak zde žijí vědci. V češtině měl dokument premiéru na ČT2. 